# Musée d'histoire naturelle de l'université de Florence
Le musée d'histoire naturelle de l'université de Florence (Museo di Storia Naturale di Firenze en italien) rassemble six grandes collections réparties entre plusieurs établissements ; pour des raisons universitaires il est accessible seulement aux étudiants et aux chercheurs. Certaines sections comportent néanmoins des musées accessibles au public (comme le musée de la Specola).

## Organisation du musée
Le musée d'histoire naturelle comprend six départements répartis entre plusieurs établissements dont :
- Le jardin des simples de Florence, 3 via Micheli
- Le musée de botanique de Florence, via Giorgio La Pira
- Le musée de géologie et de paléontologie de Florence, via Giorgio La Pira
- Le musée national d'anthropologie et d'ethnologie de Florence, Palazzo Nonfinito, via del Proconsolo.
- Le musée de la Specola dans le palais Torrigiani, via Romana, oltrarno : zoologie (squelettes et naturalisations) et cires anatomiques humaines.